# Li (confucianisme)

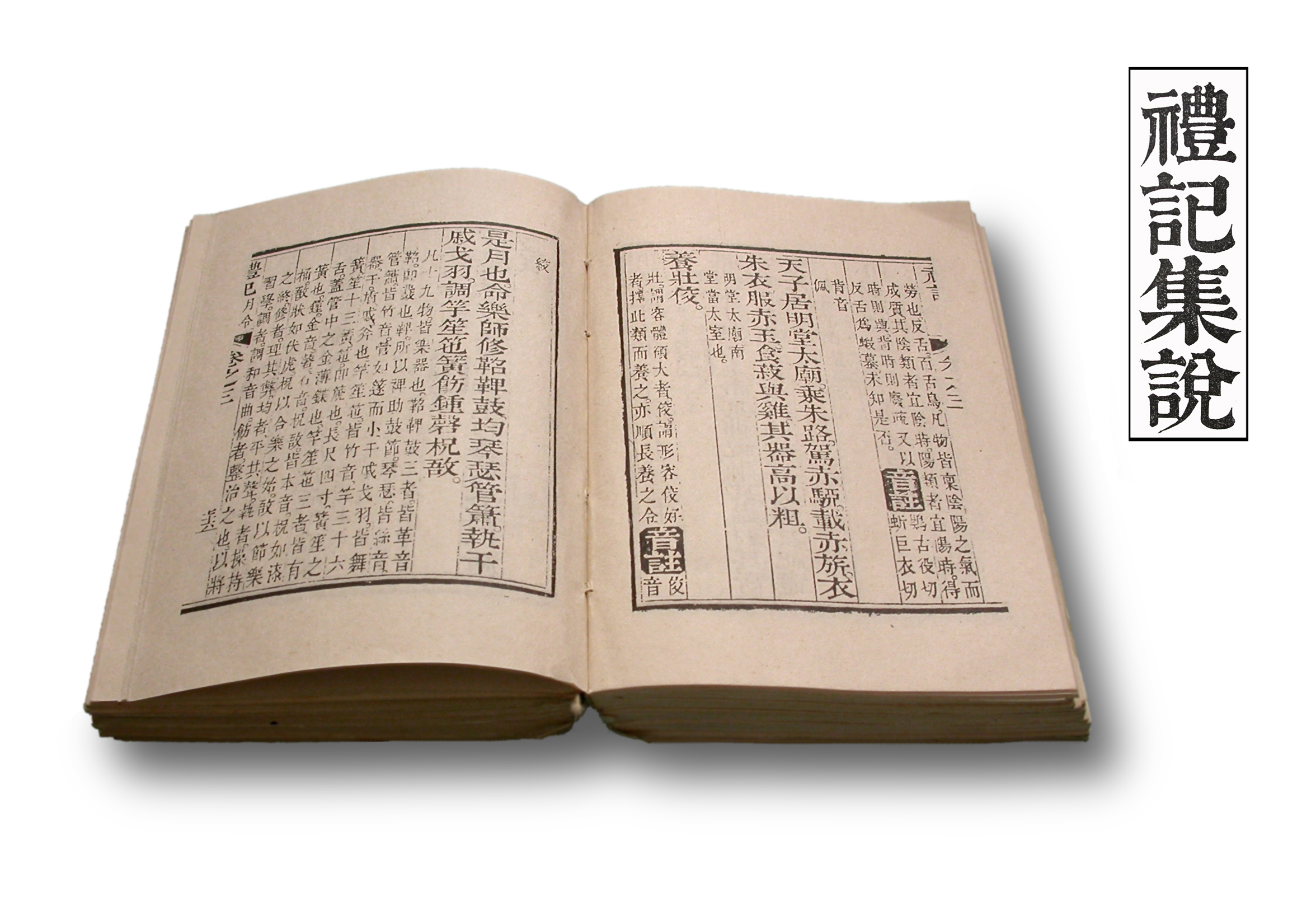
El concepte del Li és presentat al Liji, un dels "clàssics" del confucianisme

Li (xinès simplificat: 礼; xinès tradicional: 禮; pinyin: lǐ) és un concepte clau de la filosofia xinesa, especialment en el confucianisme i els post-confucianisme. Es tracta d'una idea complexa que es pot definir com l'harmonia entre l'home i l'ordre general del món en tots els aspectes de la vida; l'observació dels ritus religiosos en l'entorn governamental i familiar d'acord amb les normes de comportament en societat.
En les edicions occidentals dels escrits de Confuci, se sol traduir li per "ritu". El concepte, però, no només es refereix a pràctiques cerimonials o religioses, sinó que s'ha d'interpretar com a tots els petits patrons de conducta personal del dia a dia. Altres traduccions proposades han estat "moralitat", "tradició", "bons costums", o "regles de comportament correcte".
El li confucià (禮) no s'ha de confondre amb el li neoconfucià (理), originat amb la integració del budisme en el confucianisme de Zhu Xi, i que té un significat diferent. Tot i que en xinès estàndard es pronuncia igual, els caràcters són diferents i d'altres varietats del xinès o el vietnamita mantenen una pronuncia separada.